# 975

## Esdeveniments
- Eduard el Màrtir és coronat rei d'Anglaterra.
- Primera menció documentada de Cerdanyola del Vallès[1]

## Naixements
- Esteve I d'Hongria
- Hixem III, Califa de Còrdova